# Periodo Mount Pleasant
La fase Mount Pleasant è una fase del tardo neolitico in Gran Bretagna databile tra il 2750 a.C. e il 2000 a.C.. È stata così chiamata dal sito-tipo di Mount Pleasant. Durante questo periodo, diviso in tre fasi, le ceramiche campaniformi fanno la loro apparizione nella documentazione archeologica così come la lavorazione dei metalli, inizialmente rame e oro, ma in seguito anche del bronzo. Ci sono analogie con la cultura di Unetice dell'Europa continentale. È seguita il dal periodo Overton.